# Шахматна тактика
Шахматната тактика е съвкупност от техники и методи за извършване на отделни шахматни операции, които са включени в стратегическия план и го допълват. В шахмата тактиката е поредица от ходове, всеки от които прави една или повече непосредствени заплахи: матираща последователност, шах, материална заплаха, невъзможност на противника да отговори на всички заплахи, без да прави някаква отстъпка. Най-често непосредствената полза е под формата на матова атака или материално предимство. Някои тактики обаче се използват за отбранителни цели и могат да спасят материал, който иначе би бил загубен, или да предизвикат безизходица в иначе загубена позиция.
Ролята на тактиката в шахматната игра е изключително важна: грешка или тактическа грешка може да доведе до незабавна загуба на партията. Когато противоположните сили влязат в пряк контакт, когато фигурите на страните се атакуват или заплашват да се атакуват една друга, на шахматната дъска възниква тактическа ситуация. В тактическите операции фигурите взаимодействат една с друга, като основна роля играе координираното действие на фигурите на едната страна срещу другата.

## Тактически действия
В шахмата тактиката се концентрира основно върху краткосрочни действия – толкова краткосрочни, че могат предварително да бъдат изчислени от играча или компютъра. Максималната дълбочина на изчислението зависи от способностите на шахматиста или – в случая с компютърните програми – скоростта на процесора. В спокойните позиции не е възможно многоходово предвиждане, защото там на всеки ход има голям брой възможни и приемливи отговори, докато в „тактическите“ позиции с ограничен брой силни варианти е възможно изчислението на много дълга поредица от ходове. Такива ходове често се наричат „форсирани“, защото са безусловно най-силни и играчите не могат да предпочетат друг ход.
Форсираните ходове могат да бъдат начин единият играч да наложи волята си на другия, но може да стане и така, че за известно време и двамата играчи са принудени да следват една-единствена серия от ходове, без възможност никъде да се отклонят.
Прости едноходови или двуходови тактически действия като заплахи, размяна на фигури, двойна атака и т.н., могат да се комбинират в по-сложни варианти – тактически маневри, използвани често от едната или двете страни в партията.

## Компоненти на тактическата операция
Във всяка тактическа операция могат да се разграничат 3 компонента:
1. обект на атака,
2. средства за нападение,
3. средства за защита.

Обект на атака могат да бъдат не само царе, но и всякакви други фигури или пешки. Понякога целта на атака може да бъде група полета или едно поле в местоположението на силите на противника.
Елементарните средства за атака включват нападения, заплахи за нападения, ограничения, но ефективните средства за атака са двойното и комбинирано нападение.
Сред елементарните средства за защита са оттеглянето на атакуваната фигура, нейното запазване с друга фигура, блокиране на действието на атакуващата фигура и ответна атака. При защита рядко е възможно да се отвърне с двойно или комбинирано нападение.

## Тактически методи
Теоретиците описват множество елементарни тактически методи или типични маневри. Някои от тях (като Георгий Михайлович Лисицин и др.) ги разделят на основни и спомагателни:
- основни методи: двоен удар („вилица“, „вилка“), свръзка, линеен удар („шпага“, „обратна свръзка“), жертва, открито нападение, двоен шах, открит шах, „мелница“;
- спомагателни методи: завличане, отвличане, примамка, капан, унищожаване на защитата, прикритие, блокиране, освобождаване на поле, предаване на реда на ход (цугцванг), батарея, оръдие на Алехин, „рентген“ (линеен удар–свръзка, засада, защита на своя фигура чрез противникова), пат, междинен ход, контраудар, проходна пешка, пробив на пешки, маневриране, открита линия, претоварване, преследване (вечна атака, бушуваща фигура), отчаяна жертва (десперадо).

Форсиран вариант с използване на различни тактически методи, който обикновено е свързан с жертва и резултатът от него е очевидна печалба, се нарича комбинация. Често тактически методи от повече от един тип са обединени в комбинация. Блестящите комбинации – като тези в безсмъртната партия – са описвани като красиви и са уважавани от любителите на шахмата. Откриването на комбинация е също основна цел на шахматната задача, целяща развиването на уменията на шахматиста.
Освобождаването на поле е тактически удар, в резултат на който се освобождава поле от своя пешка, или фигура, така че нейното место да бъде заето от друга фигура.
Отвличането е тактически мотив, при който противникова фигура или пешка се отклонява от защитата на важен пункт или обект, който впоследствие може да бъде атакуван и превзет.
Открита линия се нарича вертикал от шахматната дъска, свободен от фигури. Откритата линия обикновено се явява като съществено позиционно предимство.
„Рентген“ е тактически мотив за непряко въздействие на фигура от далечно разстояние, чиято линия на нападение е ограничена от поставена на нея друга фигура и може да бъде увеличена чрез преместването на тази фигура.
Откритият шах е ход с фигура, която открива друга, от която неприятелския цар получава шах, но без тя самата да дава шах; ако и тя дава шах, ситуацията е двоен шах.
„Мелница“ е ситуация в случаите, когато неприятелският цар е подложен на поредица от шахове и открити шахове с форсирани материални или позиционни загуби.
Маневрирането на една или няколко фигури се използва за подобряване на техните позиции, централизиране, завладяване на важни пунктове и др. Съществуват също изчакващо, принудително и отбранително маневриране.
Лавирането е процес с позиционен характер, в който се прегрупират бойните сили по посока към слабите места в противниковия лагер. Главната цел е да не показват до края намеренията си.